# Одинцов, Николай Васильевич
Николай Васильевич Одинцов (25 ноября 1870 (др. данные — 25 ноября 1868) — 7 марта 1939 года) — пресвитер и благовестник, председатель Федеративного союза баптистов СССР, редактор журнала «Баптист».

## Молодость
Николай Одинцов обратился к Богу в 1889 году через проповедь Ивана Михайловича Мухина и Елены Валериановны Кирхнер. Его мать, узнав о «штундистской» вере сына, изгнала его из дома, однако некоторое время спустя сама обратилась в веру. В апреле 1891 года он принял крещение в Саратовской общине баптистов.
16 ноября 1892 года он женился на сестре по вере Александре Степановне Смирновой — молодой вдове, имевшей дочь.
В 1905 году Н. В. Одинцов, представлявший баптистов, вместе с лидером евангельских христиан И. С. Прохановым и представлявшим меннонитов П. М. Фризеном учредили первую в России евангельскую политическую партию «Союз свободы, истины и мира», близкую по политической платформе к кадетской. Однако она не просуществовала и года, так и не приняв какого-либо серьёзного участия в политических процессах.

Н. В. Одинцов в молодости

В 1906 году Н. В. Одинцов вместе с В. П. Степановым и Г. А. Войченко посетил Петербург. Их проповеди имели большой успех в петербургских евангельских церквях.
В 1909 году Одинцов был рукоположен В. В. Ивановым-Клышниковым, Д. И. Мазаевым, С. П. и В. П. Степановыми на служение благовестника. В этой роли он трудился в Петербурге, на Украине, в Средней Азии, на Кавказе, в Поволжье, Сибири на Дальнем Востоке.
Одновременно Николай Васильевич сотрудничал с евангельскими журналами. Его публикации можно найти в журналах «Христианин», «Баптист», «Слово Истины», «Гость», «Друг молодежи».

## На союзной работе

Правление Союза баптистов СССР с представителем Всемирного союза баптистов доктором Рашбруком, 1925 год. Сидят слева направо: В. В. Скалдин, Г. И. Мазаев, Н. В. Одинцов, д-р Рашбрук, И. А. Голяев, П. В. Павлов, С. В. Белоусов. Стоят: слева Д. П. Степин, П. В. Иванов-Клышников, П. Х. Мордовин

В начале 1920-х годов Н. В. Одинцов переехал в Москву для работы в Союзе баптистов СССР. В декабре 1924 года его избирают одним из двух помощников (заместителей) председателя Союза.
Работая в Союзе, он по-прежнему много разъезжал по стране, посещая общины и участвуя в съездах региональных союзов и различных конференциях. В мае 1925 года он участвовал в 4-м Всеукраинском съезде баптистов в Харькове, в декабре того же года участвовал в Пленуме Совета Союза баптистов СССР, в июне 1926 года он посетил торжество по случаю 35-летия Самарской церкви, осенью того же года участвовал в работе Рижской групповой конференции баптистов и в работе 14-го Северокавказского краевого съезда баптистов в Пятигорске.
С апреля 1925 года Н. В. Одинцов стал издателем-редактором печатного органа Союза баптистов СССР — журнала «Баптист». Одинцов бессменно издавал и редактировал журнал до его закрытия в середине 1929 года в связи со сталинскими гонениями на религию.
Важной вехой и в работе Союза баптистов СССР, и в жизни Н. В. Одинцова стал 26-й Всесоюзный съезд баптистов СССР, прошедший 14-18 декабря 1926 года в Москве (последний всесоюзный съезд в довоенные годы). Съезд реорганизовал Союз баптистов СССР, утвердив его федеративную структуру, окончательно отменил практиковавшуюся в первой половине 1920-х годов коллегиальную форму правления Союзом и единогласно избрал Н. В. Одинцова председателем Союза.
В декабре 1929 года Н. В. Одинцов писал: «Мы были вынуждены в результате общего отсутствия денег, поступавших (раньше) из провинции, прекратить деятельность Союза».
В мае 1930 года в Москве был конфискован дом, принадлежавший Союзу баптистов, в котором размещалась канцелярия Союза, библейские курсы и жилые квартиры работников правления Союза, в том числе квартира Н. В. Одинцова.
По воспоминаниям одного из верующих, женщина-баптистка работала массажисткой и иногда получала в подарок от пациентов конфеты и пряники, которыми делилась с Н. В. Одинцовым, когда он приходил голодным и садился на скамеечке, ожидая помощи.
В начале декабря 1930 года оставшиеся на свободе члены Правления и Совета Союза баптистов получили разрешение на восстановление Союза, был назначен организационный Пленум. По итогам Пленума в состав Правления вошли: Одинцов (председатель), Дацко, Тимошенко, Бондаренко, Колесников и другие. Однако в силу Постановления ВЦИК РСФСР от 8 апреля 1929 года «О религиозных объединениях», деятельность Союза к этому времени была, в основном, номинальной.

## В узах

Н. В. Одинцов — сидит третьим справа

Николай Васильевич был арестован в ночь с 5 на 6 ноября 1933 года. Служитель и историк Г. П. Винс в своей книге «Тропою верности» описал события, предшествовавшие аресту Одинцова.
Из книги Г. П. Винса «Тропою верности»:
«В мае 1930 года в Москве власти конфисковали дом по улице Брестской № 29, принадлежавший Союзу баптистов, в котором была расположена канцелярия Союза, библейские курсы, а также жилые квартиры служителей: Одинцова, Иванова-Клышникова и других. В эти годы были арестованы многие служители евангельских христиан-баптистов, семьи которых зачастую оставались без жилья, пищи и одежды. Верующие Запада через союзы баптистов Германии и других стран пытались помочь гонимым христианам в СССР и делу Божьему в стране, посылая через Государственный банк денежные переводы в Союз баптистов в Москве на имя Одинцова. До конца 1932 года Союз баптистов получал эти переводы и использовал по назначению. Но в 1933 году власти перестали выдавать Союзу баптистов посылаемые деньги, хотя на нескольких чеках-переводах Н. В. Одинцов и расписался в получении. Поняв, что происходит, Одинцов перестал подписывать чеки-переводы из-за границы. Он говорил: „Эти деньги братья присылают для дела Божьего, а нам их не отдают. Я не знаю, кто их получает, и на что они используются. Поэтому я убежден, что не должен подписывать чеки, тем самым участвуя в обмане наших зарубежных братьев по вере“.
Осенью 1933 года из СССР в Германию уезжала одна немецкая семья. Одинцов решил через них передать в Союз баптистов Германии, а также баптистам других стран просьбу не присылать больше денежных переводов на Союз баптистов в Москву. Одинцов попросил Мозгову встретиться с этой целью с отъезжающей семьей и дал ей московский адрес, где они временно остановились. Беседовал он об этом с Мозговой в новой канцелярии, которую Правление Союза баптистов арендовало взамен конфискованной, в пустой комнате с красивой печкой-голландкой. Фамилия немецкой семьи и адрес были написаны рукой Одинцова на листе бумаги, и он попросил Александру Ивановну запомнить написанное или переписать своей рукой. Николай Васильевич также подробно рассказал ей, что нужно передать верующим на Запад.
Как только Мозгова переписала адрес и фамилию, Одинцов мелко изорвал свою записку и бросил клочки в печку-голландку. Александра Ивановна заметила, что печка в то время не топилась, была холодной. Когда она вышла из комнаты, то чуть не столкнулась с братом Б., стоявшим у двери, и поняла, что этот человек подслушивал её беседу с Одинцовым. Брат Б. сильно покраснел и молча прошел в ту комнату, где она только что беседовала с Одинцовым. Обеспокоенная всем этим, Александра Ивановна через пару минут вернулась в комнату, чтобы забрать из печки разорванную записку, но её там уже не было.
В этот же день она встретилась с отъезжающей семьей, передала им все, о чём просил Одинцов, и на следующий день те уехали в Германию. Через неделю Николай Васильевич и Александра Ивановна были арестованы, и во время допросов следователь предъявил в обвинение Одинцову и Мозговой ту разорванную на клочки записку: все кусочки были тщательно собраны, разглажены, аккуратно склеены и подшиты к делу».
Н. В. Одинцов был обвинен в шпионаже и руководстве «Союзом возрождения России» — фиктивной «сектантско-фашистской» организацией, якобы связанной с германским консульством и якобы занимавшейся диверсиями и шпионажем на военных заводах и в спецчастях Красной Армии. Его осудили к 3 годам тюремного заключения и 2 годам ссылки. Тюремный срок Николай Васильевич целиком отбыл в Ярославской тюрьме. Местом последующей ссылки стало село Маковское Красноярского края, расположенное в 70 км к северу от Енисейска. Во время ссылки Одинцова посетила жена Александра Степановна. По её словам, он был слаб физически, но бодр духом.
В 1938 году вместо освобождения он был вновь арестован и отправлен по этапу. Он вновь был обвинен в шпионаже и участии в контрреволюционной организации. По данным общества «Мемориал», Н. В. Одинцов был расстрелян 7 марта 1939 г. Место захоронения — Москва, Донское кладбище. Реабилитирован 5 февраля 1993 года Главной военной прокуратурой РФ.